# ワルター・ランゲル
ワルター・ランゲル（チェコ語: Walther Langer、1899年 - 1955年10月27日）は、チェコスロバキア、オストラヴァ出身のフィギュアスケート選手（男子シングル）。1932年レークプラシッドオリンピックチェコスロバキア代表。

## 主な戦績
| 大会/年      | 1931-32 |
| ------------ | ------- |
| オリンピック | 10      |